# Ematurgina ucervata
Ematurgina ucervata är en fjärilsart som beskrevs av Hans Ferdinand Emil Julius Stichel 1932. Ematurgina ucervata ingår i släktet Ematurgina och familjen Riodinidae. Inga underarter finns listade i Catalogue of Life.